# Hypolytrum shurenii
Hypolytrum shurenii är en halvgräsart som beskrevs av David Alan Simpson och Gordon C. Tucker. Hypolytrum shurenii ingår i släktet Hypolytrum och familjen halvgräs. Inga underarter finns listade i Catalogue of Life.